# Carpenters
Carpenters és un duet vocal i instrumental dels Estats Units d'Amèrica, que consta dels germans Karen i Richard Carpenter. Carpenters va ser número 1 en vendes a la dècada del 1970. Encara que sovint se'ls anomena The Carpenters, el nom oficial del grup és simplement Carpenters. Durant un període en què va tenir un gran èxit el rock més salvatge, el Richard i la Karen van interpretar un estil musical distintiu, molt suau i tendre, amb una harmonia vocal insuperable.
Carpenters han venut més d'un milió de discos. Durant els seus catorze anys de carrera i després, els Carpenters van registrar onze àlbums i també senzills de gran èxit, com Close to You, You, There's a Kind of Hush, Yesterday Once More, Only Yesterday, I'll Never Fall in Love Again, Top of the World, And When He Smiles, Reason to Believe, For All We Know o You'll Love Me.
La carrera musical de Carpenters va acabar amb la mort de la Karen el 1983 d'una aturada cardíaca quan patia d'anorèxia nerviosa.

## Discografia

### Àlbums d'estudi
1. Offering o Ticket to ride (1969)
2. Close to you (1970)
3. Carpenters (1971)
4. A song for you (1972)
5. Now & then (1973)
6. Horizon (1975)
7. A kind of hush (1976)
8. Passage (1977)
9. Christmas portrait (1978)
10. Made in America (1981)
11. Voice of the heart (1983)
12. An old-fashioned christmas (1984)
13. Lovelines (1989)

### Recopilacions
1. The singles 1969-1973 (1973)
2. Only yesterday (1990)
3. Their greatest hits (2002)
4. As time goes by  (2006)

### Àlbums en directe
1. Live in Japan (1975)
2. Live at the Palladium (1977)

## Guardons
Premis
- 1971: Grammy al millor nou artista